# Rödknäad fågelspindel
Rödknäad fågelspindel (Brachypelma smithi) är en fågelspindel som förekommer i sydvästra Mexiko. Den har en kroppslängd på upp till 8 centimeter och dess benspann kan vara upp till 20 centimeter. Ett kännetecken för arten är som dess namn antyder att den har rödaktiga knäleder. 
Dess utseende har bidragit till att den blivit en av de populärare fågelspindlar att hålla i terrarium. Som en följd av detta samlades tidigare många vilda rödknäade fågelspindlar in för att säljas som husdjur. 
1985 blev arten upptagen på CITES lista på grund av att insamlingen hotade de vilda populationerna. Efter att uppfödning i fångenskap visade sig vara framgångsrik avtog insamlingen då individer uppfödda i fångenskap kunde tillhandahållas inom handeln. Det främsta hoten mot de vilda populationerna är idag habitatförlust.